# Urkundenbeweis
Der Urkundenbeweis ist ein Beweismittel im deutschen Prozessrecht. Er zählt zu den zum Strengbeweis geeigneten Beweisen. Im Zivilprozess und im Strafprozess gelten für den Urkundenbeweis unterschiedliche Regeln. Der Urkundenbeweis ist überdies in jeder Verfahrensordnung vorgesehen.

## Zivilprozess
Als Urkunden gelten alle schriftlichen Gedankenäußerungen ungeachtet ihres Zwecks, ihrer sprachlichen Abfassung und der Wahl der Schriftzeichen. Nicht notwendig ist, dass das Schriftstück unterschrieben ist. Allerdings kann eine Unterschrift entscheidenden Einfluss auf den Beweiswert haben.
Die Regeln zur Beweiskraft öffentlicher Urkunden sind in § 415, § 417 bis § 418 ZPO, die privater Urkunden in § 416 ZPO enthalten. Der 9. Titel der Zivilprozessordnung (§§ 415 bis § 444 ZPO) regelt weitere Einzelheiten zum Beweis durch Urkunden, insbesondere den Beweisantritt und den Echtheitsbeweis. Der Beweisantritt im Rahmen des Urkundsbeweises muss stets durch Vorlage des Originals erfolgen (§ 420 ZPO). Eine Fotokopie reicht insofern also nicht aus.
In der Praxis werden statt Urkunden oft Fotokopien als Beweismittel vorgelegt. Fotokopien sind streng genommen keine Urkunden, sondern Augenscheinsobjekte. Ist jedoch ihre Übereinstimmung mit dem Original unstreitig, können sie einen vollwertigen Ersatz für den Urkundenbeweis darstellen.

## Strafprozess
Dem Urkundenbeweis im Strafprozess sind alle verkörperten Gedankenerklärungen zugänglich, die allgemein wie auch speziell verständlich sind. Diese Erklärungen müssen den Urheber (Aussteller) erkennen lassen und sie müssen zum Beweis einer rechtlich erheblichen Tatsache geeignet und bestimmt sein. Dabei ist nicht erforderlich, dass die Bestimmung zum Tatsachenbeweis bereits zum Zeitpunkt der Ausstellung vorlag. Im Strafprozessrecht ist der Urkundenbeweis in den §§ 249 bis § 256 StPO geregelt.
Die Urkunde ist grundsätzlich in der Hauptverhandlung zu verlesen, wenn nicht vom Selbstleseverfahren Gebrauch gemacht wird. Dabei ist der Unmittelbarkeitsgrundsatz zu beachten, der in vielen Konstellationen dazu führt, dass ein Zeuge oder Sachverständiger grundsätzlich zu vernehmen ist und diese Vernehmung nur ausnahmsweise durch die Verlesung einer Urkunde über die Feststellungen oder Wahrnehmungen des Zeugen oder Sachverständigen verlesen werden darf.

## Urkundenprozess
Der Urkundenbeweis, der in jedem Zivilprozess angetreten werden kann, ist zu unterscheiden vom Urkundenprozess, der bei beschränkter Beweisprüfung ein besonderes Verfahren auftut.